# Njavve
Njavve, tidigare även Saggatsfors, är en by i Jokkmokks kommun.
Njavve anlades som ett samiskt nybygge i slutet av 1700-talet. Byn hade år 1890 18 vuxna invånare.
Njavve hembygdsförening förvaltar Njavvegården.